# Kumpul Rejo (Kaliwungu)
Kumpul Rejo is een bestuurslaag in het regentschap Kendal van de provincie Midden-Java, Indonesië. Kumpul Rejo telt 2472 inwoners (volkstelling 2010).